# Pierre Joseph Zimmermann
Pierre Zimmermann (París, França, 1785 - 1853) fou pianista, compositor i musicògraf francès.
Alumne del Conservatori de París, estudià piano amb François-Adrien Boïeldieu i composició amb Luigi Cherubini. A partir del 1820 fou professor de piano del mateix Conservatori, actuant en aquest durant vint-i-vuit anys.
Va compondre gran nombre d'obres de caràcter didàctic, entre elles l'Encyclopédie du Pianiste, la qual comprèn un mètode complet de piano, més un tractat d'harmonia i composició, el que permet a l'alumne simultanejar ambdues ensenyances de manera molt pràctica.
Consagrat enterament a l'ensenyança, produí poc com a compositor, no obstant haver estat rebuda amb força èxit la seva òpera còmica L'Enlèvement estrenada en el teatre del mateix nom, de París, el 1831.
Entre els alumnes més notables de Zimmermann cal citar en Henri Hippolyte Potier, Prudent, Marmontel, Ravina, Lefebvre, Lacombe, Joséphine Martín, Alexandre Goria i Thomas.